# Luis Reig
Luis Reig   (Madrid, 30 d'agost de 1869 - Madrid, 29 de març de 1932) va ser un actor espanyol de començaments de segle XX.
Nascut a Madrid el 1869 (Algunes fonts indiquen 1870), va debutar com a actor d'escena, el seu primer matrimoni va ser amb Teresa Helguero Aramburu (probablement a Lima, Perú), amb qui va tenir al seu primer fill Juan Reig (mort en 1889), després de casar amb l'actriu Maria Cañete, van romandre junts fins a la mort de l'.
Va protagonitzar la pel·lícula  El golfo el 1917, dirigida per José de Togores, també protagonitzada per Ernest Vilches i Irene López Heredia, va morir el 29 de març 1932. Va ser enterrat en el Cementiri de l'Almudena.